# ぶっちぎりCA
『ぶっちぎりCA』（ぶっちぎりシーエー）は、大和田秀樹の漫画作品。「コミックチャージ」（角川書店）2007年1号（創刊号）から2008年24号まで連載された。

## 作品概要
富士航空の客室乗務員（キャビンアテンダント＝CA）・花園ひなこは、容姿も接客も評判の高いCA。しかし、そんな彼女にワケありの秘密があった…。
この物語は、ひなこの型破りな接客など、ハチャメチャな行動を描いたギャグ漫画である。

## 登場人物
花園 ひなこ（はなぞの ひなこ）
清楚な容姿と接客もピカイチのCA。誕生日は1977年12月31日。実は元ヤンキーで、「伝説のCA」の異名を持っている。ルールを乱す客や、迷惑をかけている客など、手段を選ばず影で容赦なく「お仕置き」する行動で快適な旅を提供し、そのためには戦争の勃発すらじさない。いい男には目がない。花園家は江戸時代末期からつづくCAの家系で、母も元CA。微乳であることが悩みで、それを指摘されると物凄く怒り凹む。加えて年齢のことをかなり気にしていて、「三十路（30歳）」呼ばわりされるとキレる。愛車はハーレーダビッドソン。
山根 鈴（やまね りん）
ひなこの後輩CA。この業界に憧れてCAになったが、ひなこの型破りな仕事振りを見て愕然。その日を境にひなこに苦労をかけられている。人柄が良く他人からいじられるタイプだが、それでもめげずに前進している。巨乳の持ち主。愛媛県出身。
フランソワ・アジャン
羽田空港施設勤務のフランス人グランドホステス（GH）。CAとGHが対立しているせいか、何かにつけてひなこと衝突している。しかし協調性は抜群である。日本滞在時に、パリにいる母親が危篤だったにも関わらず、最期に会う事ができなかったという過去があり、母親をコケにするかの様な言葉を吐いたひなこを怒るなど、「家族」という存在に関しては人一倍強い思い入れがある様子。日本語（というより関西弁）が流暢。
霧島 ユキ（きりしま ゆき）
ひなこの後輩CA。学生時代はアマレス部所属で、その実力は世界大会に多く出場するほどの猛者ぶり。
安芸 由宇子（あき ゆうこ）
富士航空独身寮の女寮長。オカルトマニアで肝試し大会を先頭に仕切っている。
小野寺（おのでら）
ひなこの研修生時代の教官で、現在は機長を務めている。スキンヘッドで顔に傷跡がある強面で、性格も見た目そのもの。多くのフライトをこなし、ときには命がけの修羅場を生き抜いてきた経験豊富なベテランパイロット。実は所帯持ち。
朝倉 春香（あさくら はるか）
富士航空のライバル会社・大日本航空のCA。ひなこを強くライバルとして意識している。愛車は240Z。

## 単行本
1. 2007年12月26日初版発行　ISBN 978-4-04-725001-7
2. 2008年3月5日初版発行 ISBN 978-4-04-725016-1
3. 2008年9月5日初版発行 ISBN 978-4-04-725047-5
4. 2008年12月5日初版発行 ISBN 978-4-04-725052-9
5. 2009年2月5日初版発行 ISBN 978-4-04-725062-8